# Miguel Lacey
Miguel Jasper Simpson Lacey, más conocido como Miguel Lacey (Limón, 25 de septiembre de 1955), es un exfutbolista costarricense. Jugó como defensa y la mayor parte de su carrera la desarrolló en el C.S. Herediano, entre otros equipos locales.
A Lacey se le considera uno de los mejores defensas centrales de Costa Rica de la década de 1980, y es una de las figuras deportivas más reconocidas en el país.
Jugó un total de 18 años en la Primera División de Costa Rica, entre 1973 y 1991, y estuvo en 530 encuentros, siendo el décimo jugador con más partidos del fútbol profesional costarricense.

## Trayectoria
Miguel comenzó su paso por el fútbol en las ligas menores del equipo Acón, en su natal puerto Limón.
De ahí pasó a las promesas de la Asociación Deportiva Limonense y en 1973 debutó en la Primera División con el equipo caribeño.
En 1976 pasó a la Asociación Deportiva Guanacasteca (ADG), donde militó por tres temporadas antes de firmar con el Club Sport Herediano. Como jugador florense ganó tres títulos nacionales (1979, 1981 y 1985), así como un subcampeonato (1980). En la última final que ganó, anotó el único gol en la victoria frente a la Liga Deportiva Alajuelense, en el propio estadio del rival.
Además, Miguel jugó por unos meses en el fútbol guatemalteco y, en Costa Rica, militó también con la A.D. Municipal Curirdabat (actualmente desaparecido), la Asociación Deportiva San Carlos y el Uruguay de Coronado.
El final de su carrera llegó en 1991 a sus 36 años, de nuevo con la ADG. Pero desde el primer año de su retiro se integró a los veteranos del club florense y participó en varias ediciones del Campeonatos Máster.

## Selección nacional
Con la selección mayor, Miguel Lacey participó en los Juegos Panamericanos Puerto Rico 1979, las Olimpiadas de Los Ángeles 84 y la eliminatoria al mundial de México 86; esta última en sólo dos encuentros oficiales.

### Participaciones en Juegos Olímpicos
| Competición              | Sede        | Resultado    |
| ------------------------ | ----------- | ------------ |
| Juegos Olímpicos de 1984 | Los Ángeles | Primera fase |

## Clubes
| Club                              | País       | Año         |
| --------------------------------- | ---------- | ----------- |
| Asociación Deportiva Limonense    | Costa Rica | 1973 - 1975 |
| Asociación Deportiva Guanacasteca | Costa Rica | 1976 - 1978 |
| Club Sport Herediano              | Costa Rica | 1979 - 1983 |
| Asociación Deportiva San Carlos   | Costa Rica | 1984        |
| Club Sport Herediano              | Costa Rica | 1985 - 1986 |
| A.D. Municipal Curridabat         | Costa Rica | 1987        |
| Uruguay de Coronado               | Costa Rica | 1988 - 1990 |
| Asociación Deportiva Guanacasteca | Costa Rica | 1991        |

## Palmarés

### Títulos nacionales
| Título                         | Equipo               | País       | Año  |
| ------------------------------ | -------------------- | ---------- | ---- |
| Primera División de Costa Rica | Club Sport Herediano | Costa Rica | 1979 |
| Primera División de Costa Rica | Club Sport Herediano | Costa Rica | 1981 |
| Primera División de Costa Rica | Club Sport Herediano | Costa Rica | 1985 |